# Cielo (canal de televisão)
Cielo é um canal de televisão aberto de propriedade da Sky Italia voltado para o público jovem, e está disponível na televisão digital terrestre e na plataforma de televisão por satélite Sky. Originalmente planejado para ser lançado em 1 de dezembro de 2009, foi adiado para 16 de dezembro de 2009. Embora o conceito seja muito semelhante ao Pick da Sky UK (onde mostra reprises de programas já exibidos nos canais da Sky no Reino Unido), também exibe a programação do Sky TG24 com boletins de notícias.
A Sky Italia transmitiu a cobertura dos Jogos Olímpicos de Inverno de 2014 em Sochi de forma gratuita no canal.